# Вельдская формация
Вельдская формация или вельдский ярус, или просто вельд (англ. Weald, Wealden, Wealden formation) — комплекс пресноводных отложений и солоноватых вод, состоящих из песчаников, сланцеватых глин с прослоями бурого угля, и залегающих в основании меловой системы в Англии, Бельгии, Германии и др. местах. Термин местного фациального значения.
Вельдские отложения достигают довольно значительной мощности (например, 180 м, как вельдские песчаники Вестфалии) и пользуются широким распространением. Вельдские слои заключают остатки растений, многочисленных пресноводных моллюсков, образующих иногда целые банки, рыб, черепах и гигантских игуанодонов (Iguanodon). Залегая в Англии на самых верхних пресноводных отложениях юрской системы (так наз. пурбекские слои), В. формация представляет одно из самых интересных пресноводных образований, мнения о возрасте которого ещё и до сих пор расходятся. Одни ученые (например, Дехен, Струкман) относят вельдскую формацию к юрской системе, другие (например, Стромбек, Бейрих и Топлей) — к меловой, приравнивая её к нижним горизонтам неокомского яруса. 
Вельдские отложения Бельгии славятся хорошо сохранившимися ископаемыми гадами, из которых особенно замечательны гигантские экземпляры Iguanodon Bernissartensis, реставрированные Долло и украшающие Естественно-исторический музей Брюсселя. В России к вельдским отложениям относят так называемый клинский песчаник, представляющий почковидные отложения белого песка, сцементированного кремнекислотою (не содержит железа, а потому идёт на фарфоровое производство). Он известен у Клина, Калуги, деревни Татаровой. Клинский песчаник, открытый Ауэрбахом и изученный им же, Фрирсом, Эйхвальдом и Траутшольдом, богат остатками папоротников, хвощей и древовидных голосемянных растений; наиболее типичное растение — папоротник Pecopteris Murchisoniana.